# Marko Jovičić
Marko Jovičić (in serbo Марко Јовичић?; Belgrado, 2 febbraio 1995) è un ex calciatore serbo, di ruolo portiere.

## Carriera
Cresciuto nel settore giovanile del Partizan, ha iniziato la propria carriera nelle serie minori del calcio serbo. Nel gennaio 2016 fa ritorno al Partizan, con cui esordisce in Superliga il 15 maggio 2016, in occasione dell'incontro perso per 1-0 in trasferta contro il Radnički Niš. Negli anni seguenti, viene utilizzato con il contagocce, arrivando a totalizzare complessivamente 16 presenze tra campionato e coppa, riuscendo comunque a vincere una coppa nazionale.
Così, nel gennaio 2019, passa in prestito ai maltesi dell'Hibernians. In vista della stagione seguente, il prestito viene rinnovato per un altro anno, riuscendo, nel frattempo, anche ad esordire nelle competizioni europee con la squadra maltese.
Nel luglio 2020 viene acquistato a titolo definitivo dall'Inđija, formazione della massima divisione serba. Nel settembre 2021 fa ritorno a Malta, nelle file del Mosta, ma nel gennaio 2022 viene ceduto ai bosniaci del Velež Mostar, con cui vince anche la coppa nazionale al termine della stagione.

## Statistiche

### Presenze e reti nei club
Statistiche aggiornate al 26 dicembre 2022.
| Stagione            | Squadra             | Campionato          | Campionato | Campionato | Coppe nazionali | Coppe nazionali | Coppe nazionali | Coppe continentali | Coppe continentali | Coppe continentali | Altre coppe | Altre coppe | Altre coppe | Totale | Totale |
| Stagione            | Squadra             | Comp                | Pres       | Reti       | Comp            | Pres            | Reti            | Comp               | Pres               | Reti               | Comp        | Pres        | Reti        | Pres   | Reti   |
| ------------------- | ------------------- | ------------------- | ---------- | ---------- | --------------- | --------------- | --------------- | ------------------ | ------------------ | ------------------ | ----------- | ----------- | ----------- | ------ | ------ |
| gen.-giu. 2016      | Partizan            | SL                  | 1          | -1         | CS              | 0               | 0               | UCL+UEL            | -                  | -                  |             | -           | -           | 1      | -1     |
| 2016-2017           | Partizan            | SL                  | 0          | 0          | CS              | 0               | 0               | UEL                | 0                  | 0                  |             | -           | -           | 0      | 0      |
| 2017-2018           | Partizan            | SL                  | 11         | -12        | CS              | 4               | -4              | UCL+UEL            | 0                  | 0                  |             | -           | -           | 15     | -16    |
| 2018-gen. 2019      | Partizan            | SL                  | 0          | 0          | CS              | 0               | 0               | UEL                | 0                  | 0                  |             | -           | -           | 0      | 0      |
| Totale Partizan     | Totale Partizan     | Totale Partizan     | 12         | -13        |                 | 4               | -4              |                    | 0                  | 0                  |             | -           | -           | 16     | -17    |
| gen.-giu. 2019      | Hibernians          | PL                  | 11+1       | -11 + -2   | CM              | 1               | -3              |                    | -                  | -                  |             | -           | -           | 13     | -16    |
| 2019-2020           | Hibernians          | PL                  | 16         | -15        | CM              | 0               | 0               | UEL                | 2                  | -2                 |             | -           | -           | 18     | -17    |
| Totale Hibernians   | Totale Hibernians   | Totale Hibernians   | 28         | -28        |                 | 1               | -3              |                    | 2                  | -2                 |             | -           | -           | 31     | -33    |
| 2020-2021           | Inđija              | SL                  | 28         | -41        | CS              | 0               | 0               |                    | -                  | -                  |             | -           | -           | 28     | -41    |
| set. 2021-gen. 2022 | Mosta               | PL                  | 9          | -19        | CM              | -               | -               | UECL               | -                  | -                  |             | -           | -           | 9      | -19    |
| gen.-giu. 2022      | Velež Mostar        | PL                  | 5          | -5         | CB              | 2               | -1              | UECL               | -                  | -                  |             | -           | -           | 7      | -6     |
| 2022-2023           | Velež Mostar        | PL                  | 0          | 0          | CB              | 1               | 0               | UECL               | 0                  | 0                  |             | -           | -           | 1      | 0      |
| Totale Velež Mostar | Totale Velež Mostar | Totale Velež Mostar | 5          | -5         |                 | 3               | -1              |                    | 0                  | 0                  |             | -           | -           | 8      | -6     |
| Totale carriera     | Totale carriera     | Totale carriera     | 82         | -106       |                 | 8               | -8              |                    | 2                  | -2                 |             | -           | -           | 92     | -116   |

## Palmarès

### Club

#### Competizioni nazionali
- Coppa di Serbia: 1

Partizan: 2017-2018
- Coppa di Bosnia ed Erzegovina: 1

Velež Mostar: 2021-2022